# مشية مقصية
المشْية المقصية أو مشْية المقص هي إحدى أنواع شذوذ المشي المرتبط أساسًا بالشلل الدماغي التشنجي. ترتبط هذه الحالة والحالات المشابهة لها بآفة العصبون الحركي العلوي.

## حالات تصاحب المشية المقصية
- فقر الدم الخبيث
- سكتة دماغية
- داء الفقار مع اعتلال نخاعي
- فشل الكبد
- تصلب متعدد
- إصابة النخاع الشوكي
- أورام العمود الفقري
- تكهف النخاع
- أشكالٌ أخرى من الشلل الدماغي